# Refuzoj
Refuzoj är en låt framförd av den albanska sångaren Alban Skënderaj. Låten är både skriven och komponerad av Skënderaj själv. Med låten ställde han upp i musiktävlingen Kënga Magjike 14, som gick av stapeln mellan den 8 och 10 november 2012. Skënderaj lyckades från semifinalen ta sig vidare till finalen där han slutligen stod som segrare före Aleksandër och Renis Gjoka som var 213 poäng efter segrande Skënderaj på 958 poäng. Totalt fick han högsta poäng av 11 deltagare, och endast en valde att inte tilldela låten några poäng. I finalen tilldelades Skënderaj även publikens pris. 